# Gottlieb Rambatz
Johann Gottlieb Rambatz (* 23. Juni 1859 in Hamburg; † 14. Dezember 1920 ebenda) war ein deutscher Architekt.

## Leben und Wirken
Gottlieb Rambatz wurde in der Hamburger Altstadt geboren und in der Sankt-Jacobi-Kirche getauft. Er studierte Architektur an der Technischen Hochschule Hannover bei Conrad Wilhelm Hase und arbeitete nach Studienende im Hamburger Büro der Architekten Gustav Zinnow und Hugo Stammann. Dort lernte er Wilhelm Jollasse kennen, mit dem er 1886 ein Architekturbüro gründete, um ein Badehaus in Döse zu planen.
In der Folgezeit erhielten die Architekten aufgrund des wirtschaftlichen Aufschwungs zahlreiche Aufträge, darunter das Geschäftshaus Mielk in Hamburg-Hohenfelde (1889) und das Warburg-Stift (1891). Die gotisierend gestalteten Backsteinfassaden waren wesentlich von der Hannoverschen Architekturschule geprägt. Mit dem Bau der Speicherstadt änderte sich der Baustil von Wohn- und Geschäftshäusern. Neben großbürgerlichen Wohngebäuden, darunter der Villa von Georg Hulbe, erhielt das Architekturbüro nun zunehmend Aufträge für die Realisierung von Kontorhäusern. Zwischen 1899 und 1905 entstanden so mehrere Gebäude am Ostufer der Binnenalster, die in der Optik gängigen Konventionen entsprachen.
Aufgrund zunehmenden Bedarfs an Büroflächen planten Rambatz und Jollasse in den Folgejahren deutlich größere Kontorhäuser, darunter das Bieberhaus, das neue Maßstäbe für die Hamburger Architektur setzte, und nach gleichem Muster das Versmannhaus und von 1910 bis 1912 den Esplanadebau. Nach dem Ende des Ersten Weltkriegs, während dessen nahezu keine Bautätigkeiten erfolgten, nahm Rambatz die Tätigkeit als Architekt nicht wieder auf und verstarb 1920 in Hamburg.
Rambatz war von 1898 bis 1919 Mitglied der Hamburgischen Bürgerschaft, wo er versuchte, Einfluss auf das Bauwesen in der Hansestadt zu nehmen. Er war Mitglied der Fraktion Linkes Zentrum und gehörte 1918 der Nationalliberalen Partei an.
Heute erinnert der Rambatzweg in der Jarrestadt an Gottlieb Rambatz.